# Tabanus abditus
Tabanus abditus är en tvåvingeart som beskrevs av Philip 1941. Tabanus abditus ingår i släktet Tabanus och familjen bromsar. Inga underarter finns listade i Catalogue of Life.